# 烤麵餅

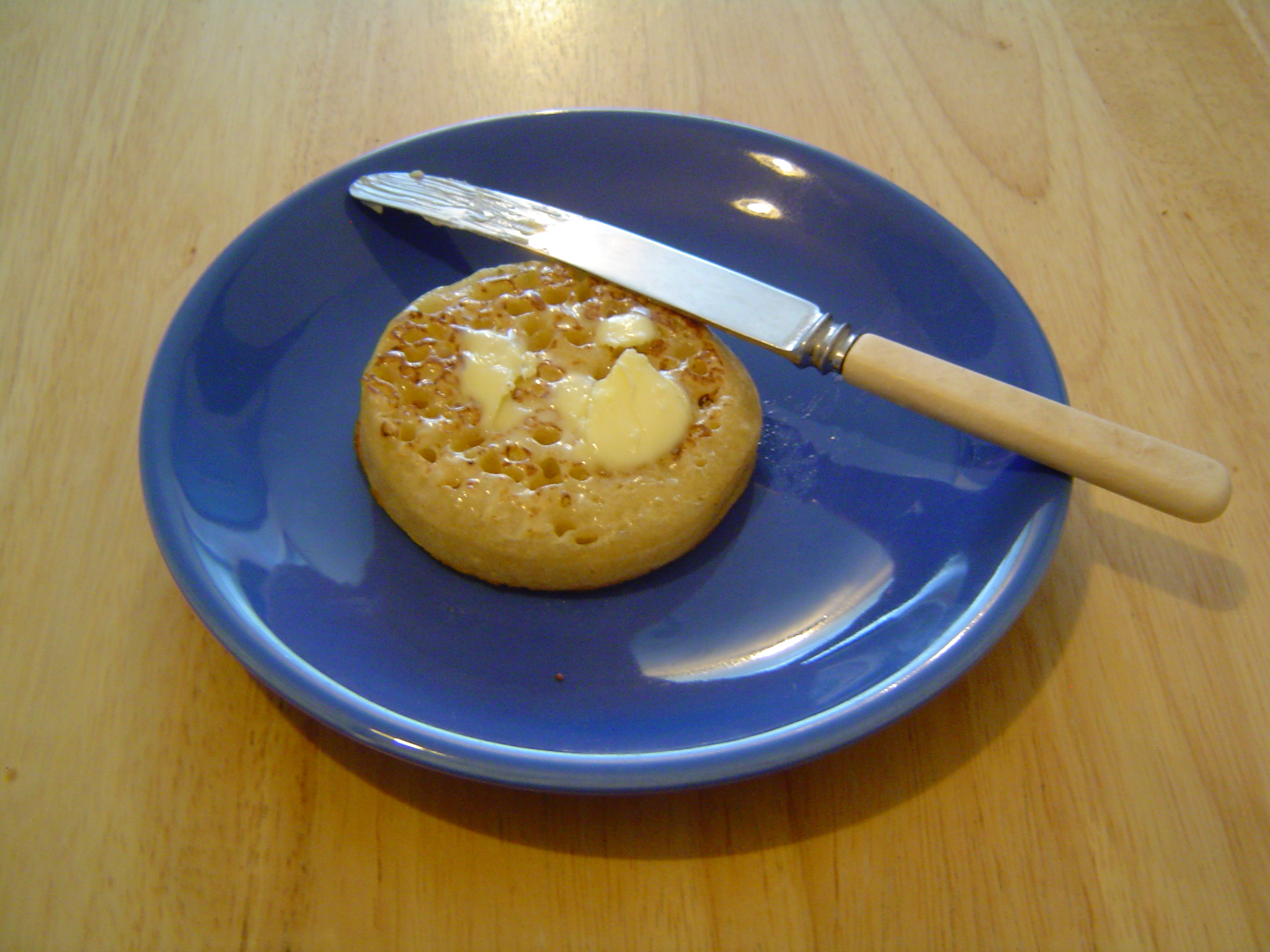
一块涂抹了黄油的烤面饼。

烤面饼（英語：Crumpet）是种用面粉或馬鈴薯和酵母制成的、常见于英国和英联邦诸国的一种小圆饼。
烤面饼是圆形的（一般上是这样，长而方的样式也有），平平的顶上覆盖着一层显眼的小眼，还有海绵状的纹理和柔和清淡的味道。
一般烤面饼吃的时候要加热，通常还要涂上牛油，还可以添加如果醬、馬麥醬（一种面包涂抹酱，由制酒时的酵母提取而成，口味极强烈）、蜂蜜或芝士。通常烤面饼都是在烤好后把几个一起包装好出售。
另一种常见点心薄烤饼与烤面饼很类似，但是前者要更薄且形状不太规则（Pikelet——薄烤饼的含义在不同英联邦国家也不尽相同：在英国的一些地区此词在传统上指代烤面饼、玛芬或是其他的茶点。而在澳大利亚和纽西兰这一词指的则是苏格兰的薄烤饼）
英国著名的电视厨子 Delia Smith 列出制作16种烤面饼所需要的所有原料，它们是：
- 12液量盎司（英文：Fluid Ounce，缩写是 fl oz，1 液量盎司 = 29.5735297 毫升）的牛奶
- 1汤匙的酵母
- 1茶匙的食糖
- 1茶匙的盐
- 8盎司不含酸酵粉的面粉

需要注意的是这种烹饪法不含鸡蛋，且有很多不同的小品种不含糖。
不要将烤面饼与更甜些的英式瑪芬混淆。
烤面饼这一名词被认为来自威尔士的一种薄烤饼。